# 鸠摩罗迦叶
鸠摩罗迦叶，又译为拘摩罗迦叶、童子迦叶、童真迦叶、童女迦叶等，是释迦牟尼的弟子之一。为阿罗汉。关于他的生平事迹，主要见于《弊宿经》中。

## 生平
关于他的生平，所了解的并不多，主要见于《弊宿经》等经典中。关于他的出生，各经典也说法不一，《摩诃僧祇律》、南传的小部《本生经》等中说其母为王舍城大富人家之女，先嫁人后出家，出家之后方发现已经有孕在身，被其他的比丘尼所驱出，但佛陀说：“在家妊身无罪”，方才生出童子迦叶，并为国王领养。后来幼年出家，成阿罗汉。关于其出家的时间，《僧祇律》说是八岁，而《五分律》中则称他“不满二十受具足戒”。
但《分别功德论》则说，其母为“童女子”、“未出门女”，“在家向火，暖气入身遂便有躯”，于是被父母所诘问责打，被国王所知，后来国王“内之宫里，随时瞻养”，在王宫中生出了拘摩罗迦叶，后来“年遂长大，出家学道。聪明博达，精进不久，得罗汉道，还度父母”。这两种故事的主要区别在于其母是否为“童女”，责骂其母的人也从比丘尼变成了她的父母。
《分别功德论》中称他善于“敷演四谛，时兼有赞颂引譬况喻，一谛一偈赞引一喻”，“杂种论为第一”，《增一阿含经》中也有类似的论述。巴利大藏经《增支部》中称则他为“妙说者”，法贤译《佛說阿罗汉具德经》形容他“善解美语而能谈论”，《小部》本生经称誉他为“第一雄辩家”，都可以看出他善以口才解释佛教教理。

## 译名问题
鸠摩罗迦叶中的“鸠摩罗”是“儿童、童子”之意，所以在瞿昙僧伽提婆所译《中阿含经》、佛陀跋陀罗、法显所译《摩诃僧祇律》、昙无谶所译《大般涅槃经》等书中，都译为童子迦叶。而在瞿昙僧伽提婆所译的另一部经，《增一阿含经》中，则将其译为童真迦叶。
在公元413年佛陀耶舍所译的《长阿含经》中，他的名字被写作“童女迦叶”，有学者认为这是“童子迦叶”之误，也有人认为“童女”是“童子”在辗转传抄时出现的错误。但也有学者称这里译作“童女”是因为有经典中说他是童女（即处女）所生，故而得名，并非抄写之误。